# 326-я бомбардировочная авиационная дивизия
326-я бомбардировочная авиационная Тарнопольская ордена Кутузова дивизия — авиационная бомбардировочная  дивизия, сформирована в 1943 году.

## История наименований
- 326-я ночная бомбардировочная авиационная дивизия;
- 326-я ночная бомбардировочная авиационная Тарнопольская дивизия;
- 326-я бомбардировочная авиационная Тарнопольская дивизия;
- 326-я бомбардировочная авиационная Тарнопольская ордена Кутузова дивизия;
- 326-я тяжёлая бомбардировочная авиационная Тарнопольская ордена Кутузова дивизия.

## История
23 июня 1944 года преобразована из 326-й ночной бомбардировочной авиационной Тарнопольской дивизии
 в 326-ю бомбардировочную авиационную Тарнопольскую дивизию.
К декабрю 1944 года дивизия вошла в состав 3-й воздушной армии 1-го Прибалтийского фронта, управление дивизии базировалось в Шяуляе.
В декабре 1944 года экипажи Ту-2 оказывали содействие войскам 6-й гвардейской армии в прорыве, линии обороны курляндской группировки войск противника.
В феврале и марте 1945 года дивизия содействовала войскам 1-го и 2-го Прибалтийских фронтов в разгроме немецких войск в Восточной Пруссии.
За успешные действия в Кёнигсбергской наступательной операции приказом ВГК 326-я бомбардировочная авиационная Тарнопольская дивизия была награждена орденом Кутузова II степени.
В марте 1945 года дивизия в составе 3-й воздушной армии Земландской группы войск 3-го Белорусского фронта.
С 10 апреля 1945 года дивизия перебазировалась на германские аэродромы и вошла в состав 6-го бомбардировочного авиационного Донбасского корпуса 16-й воздушной армии 1-го Белорусского фронта.
2 мая 1945 года экипажи дивизии выполнили последние боевые вылеты на бомбардировку Берлина.
Дивизия по разгрому немецких захватчиков во второй Восточно-Прусской операции, Данцигской и Берлинской операциях произвела 1175 успешно-выполненных боевых самолёто-вылетов. Ведя боевые действия, за этот период времени было сброшено 1 763 000 кг авиабомб. В воздушных боях сбито 7 самолётов противника, создано 139 очагов пожара, 88 взрывов большой силы, разрушено до 240 зданий, убито до 3500 вражеских солдат и офицеров. За этот период времени дивизия от истребительной и авиации противника и зенитнтной артиллерии противника потеряла 22 самолёта.
В июне 1945 года дивизия в составе 6-го бомбардировочного авиационного Донбасского корпуса перебазировалась на Дальний Восток. С 9 августа дивизия в составе 12-й воздушной армии Забайкальского фронта участвовала в Хингано-Мукденской и Маньчжурской операциях, полки дивизии базировались в Монголии на аэродроме Рудовка.
В период Великой Отечественной войны и войны с Японией 6492 солдата и офицера дивизии были удостоены правительственных наград, шестеро стали Героями Советского Союза. Семь раз дивизии объявлялась благодарность Верховного Главнокомандующего.
В том числе 23 августа 1945 года 326-й бомбардировочной авиационной Тарнопольской ордена Кутузова дивизии Приказом ВГК № 372 объявлены благодарность за прорыв обороны на границах Маньчжурии.

В послевоенный период находилась в составе ВС СССР и России как 326-я тяжёлая бомбардировочная авиационная Тарнопольская ордена Кутузова дивизия. 
.

## Состав дивизии
- 6-й дальний бомбардировочный авиационный полк – с 23 июня 1944 года до окончания войны.
- 445-й бомбардировочный авиационный полк – с 23 июня 1944 года до окончания войны.
- 840-й дальний бомбардировочный авиационный полк – с 23 июня 1944 года до окончания войны.

## Подчинение
- С 26 июня 1944 года по 2 ноября 1944 года – в составе Военно-Воздушных Сил Московского Военного Округа.
- С 2 ноября 1944 года по 24 февраля 1945 года – в составе 3-й воздушной армии 1-го Прибалтийского Фронта.
- С 24 февраля 1945 года по 15 марта 1945 года – в составе 3-й Воздушной Армии Земландской Группы Войск 3-го Белорусского Фронта.
- С 15 марта 1945 года по 10 апреля 1945 года – в составе 1-й воздушной армии 3-го Белорусского Фронта.
- С 10 апреля 1945 года по 10 июня 1945 года – в составе 16-й воздушной армии 1-го Белорусского Фронта.
- С 10 июня 1945 года по июль 1945 года – в составе 16-й Воздушной Армии Группы Советских Оккупационных Войск в Германии.
- С июля 1945 года по сентябрь 1945 года – в составе 12-й воздушной армии Забайкальского фронта.
- С 15 марта 1945 года до окончания войны – в составе 6-го бомбардировочного авиационного корпуса.

## Командиры дивизии
- полковник, генерал-майор авиации[1] Федульев Семён Иванович[2], 15.10.1943 — 17.06.1944
- полковник Лебедев Василий Сергеевич[2], 18.06.1944 — 01.1948
- полковник Марков, Валентин Васильевич 1948—1950
- полковник Кононов Даниил Лазаревич, 1950—1953
- Генерал-майор авиации Балашов Иван Филиппович[2], август 1953 г. — май 1954 г.
- полковник Морозов В. И., 1954—1959
- генерал-майор авиации Аркатов М. А. 1959—1964
- генерал-майор авиации Харин Л. А., 1964—1974
- генерал-майор авиации Марченко Ю. М., 1974—1978
- генерал-майор авиации Ларцев С. С., 1978—1984
- полковник Селиванов В. П., 1984—1987
- генерал-майор авиации Дудаев Джохар Мусаевич, 1987—1991
- генерал-майор авиации Янин В. А., 1991—1992
- генерал-майор Хворов И. И., 1992—1997
- генерал-майор Разин С. Я., 1997—2001
- генерал-майор Деменьтьев К. К., 2001—2003
- генерал-майор Коновалов А. С., 2003—2004
- полковник Афиногентов А.И, 2004

## Награды и наименования
Почётные наименования:
- Приказом НКО № 0111 от 11 июня 1945 года на основании Приказа ВГК № 359 от 2 мая 1945 года 6-му ордена Кутузова III степени дальнему бомбардировочному авиационному полку присвоено почётное наименование «Берлинский»
- Указом Президиума Верховного Совета СССР от 26 апреля 1945 года 6-й дальний бомбардировочный авиационный полк награждён орденом Кутузова III степени.
- Указом Президиума Верховного Совета СССР от 17 мая 1945 года 326-я Тарнопольская бомбардировочная авиационная дивизия награждена орденом Кутузова II степени.

## Благодарности Верховного Главнокомандующего
Дивизии за овладение всей Маньчжурией, Южным Сахалином и островами Сюмусю и Парамушир из группы Курильских островов, главным городом Маньчжурии Чанчунь и городами Мукден, Цицикар, Жэхэ, Дайрэн, Порт-Артур объявлена благодарность.

## Послевоенная история дивизии
После завершения войны с Японией дивизия перебазировалась на аэродромный узел Леонидово Сахалинской области и в апреле 1946 года вошла в состав вновь сформированной 3-й, а с февраля 1949 года — 65-й воздушной армии дальней авиации. В 1951 году дивизия перебазировалась на Минский аэродромный узел (Мачулищи) в Белоруссии, а затем в Сольцы в Новгородской области.
Управление дивизии дислоцировалось в Сольцах до декабря 1959 года, с 1960 по 1992 годы — в Тарту (Эстонская ССР), с 1992 года — в Сольцах.
На вооружении полков дивизии состояли бомбардировщики Ту-2, с 1951 года — Ту-4, далее Ту-16, Ту-22М2, Ту-22МЗ.
В 1973 году за высокие показатели в боевой и политической подготовке, высокую организованность, умение и мужество, проявленные личным составом на учениях в 1973 году, дивизия награждена вымпелом Министра обороны СССР «За мужество и воинскую доблесть».
В период с 1988 по 1989 гг. личный состав дивизии принимал участие в боевых действиях в Афганистане. Было выполнено 607 самолёто-вылетов, из них 265 ночью, сброшено 3684 кг бомб. В 90-е годы полки дивизии принимали участие в боевых действиях на Северном Кавказе и в районе таджико-афганской границы.
В 1998 году в связи с реформой Вооружённых Сил России дивизии переданы регалии 31-й, 55-й Краснознамённой и 73-й дивизий. Управление дивизии дислоцируется в Амурской области.

## Отличившиеся воины
Герои Советского Союза:
 